# Grijze zijdevliegenvanger
De grijze zijdevliegenvanger (Ptiliogonys cinereus) is een zangvogel uit de familie Ptiliogonatidae (zijdevliegenvangers).

## Verspreiding en leefgebied
Deze soort telt 4 ondersoorten:
- Ptiliogonys cinereus cinereus: centraal en oostelijk Mexico.
- Ptiliogonys cinereus otofuscus: noordwestelijk Mexico.
- Ptiliogonys cinereus pallescens: zuidwestelijk Mexico.
- Ptiliogonys cinereus molybdophanes: zuidelijk Mexico en westelijk Guatemala.